# Gino Sciardis
Gino Sciardis (Pocenia, 28 gennaio 1917 – Bondy, 9 gennaio 1968) è stato un ciclista su strada italiano naturalizzato francese dal 28 luglio 1950. Professionista dal 1938 al 1953, conta due vittorie di tappa al Tour de France, fra cui la prima tappa della storia della Grande Boucle con arrivo in Italia (Marsiglia-San Remo del 1948). Era fratello di Giuseppe Sciardis e zio di Robert Sciardis, anch'egli ciclista.

## Palmarès
- 1937

Nantes - Les Sables d'Olonne
Classifica generale Circuit du Bocage - Bressuire
Classifica generale Circuit du Bocage Vendéen - Saint Fulgent
Circuit de l'Indre
- 1938

Circuit du Bocage Vendéen - Saint Fulgent
- 1939

Brigueil-le-Chantre
Circuit de la Vienne
Nantes-Angers-Nantes
- 1947

3ª tappa, 1ª semitappa Critérium du Dauphiné Libéré
Circuit des cols pyrénéens
1ª tappaCircuit des monts du Livradois
- 1948

11ª tappa Tour de France (Marsiglia > Sanremo)
Grand Prix du Débarquement Nord
- 1949

1ª tappa Critérium du Dauphiné Libéré
4ª tappa Tour de Luxembourg (Esch-sur-Alzette)
- 1950

5ª tappa, 2ª semitappa Critérium du Dauphiné Libéré
21ª tappa Tour de France (Lione > Digione)
- 1951

Grand Prix des grands vins de la Gironde
6ª tappa Tour du Maroc (Marrakech)
Grand Prix du Pneumatique
- 1952

3ª tappa Tour du Maroc
Grand Prix de Nouan-le-Fuzelier

## Piazzamenti

### Grandi giri
- Tour de France

1948: ritirato (16ª tappa)
1949: 12º
1950: 33º
1951: 51º
1952: ritirato (8ª tappa)

### Classiche
- Milano-Sanremo

1943: 32º
1948: 11º
1950: 74º
- Parigi-Roubaix

1947: 17º
1950: 5º
1951: 45º
- Giro di Lombardia

1949: 20º